# الشك (مسلسل)
الشك، مسلسل تلفزيوني مصري عرض في رمضان 1434هـ/2013م .

## قصة المسلسل
تدور أحداث المسلسل حول شخصية «وسيلة» التي ترث تركة كبيرة عن أحد الأشخاص الذي يدعي أنه أبوها الحقيقي ( قاصد خير ) ، مما يجعل الشك يدخل أسرتها، ويؤدى إلى انفصال أبيها وأمها لظن ابيها خيانه زوجته له، وعندما تتأكد وسيلة من صحة هذا الإدعاء تستلم ميراثها، وتبدأ حياة جديدة مع زوجها (أدهم) و محامى قاصد خير ( فايق )وتستغل حاجه اسرتها لها ولاموالها فتتسبب في الكثير من المشاكل لعائلتها

## بطولة
- مي عز الدين
- نضال الشافعي
- مكسيم خليل
- حسين فهمي
- رغدة
- صابرين
- ريم البارودي
- هبة مجدي
- كريم أبو زيد
- أحمد صيام
- أشرف زكي
- هياتم
- ريهام سعيد
- طارق صبري
- حجاج عبد العظيم
- محمد عبد الحافظ